# Baron Walpole

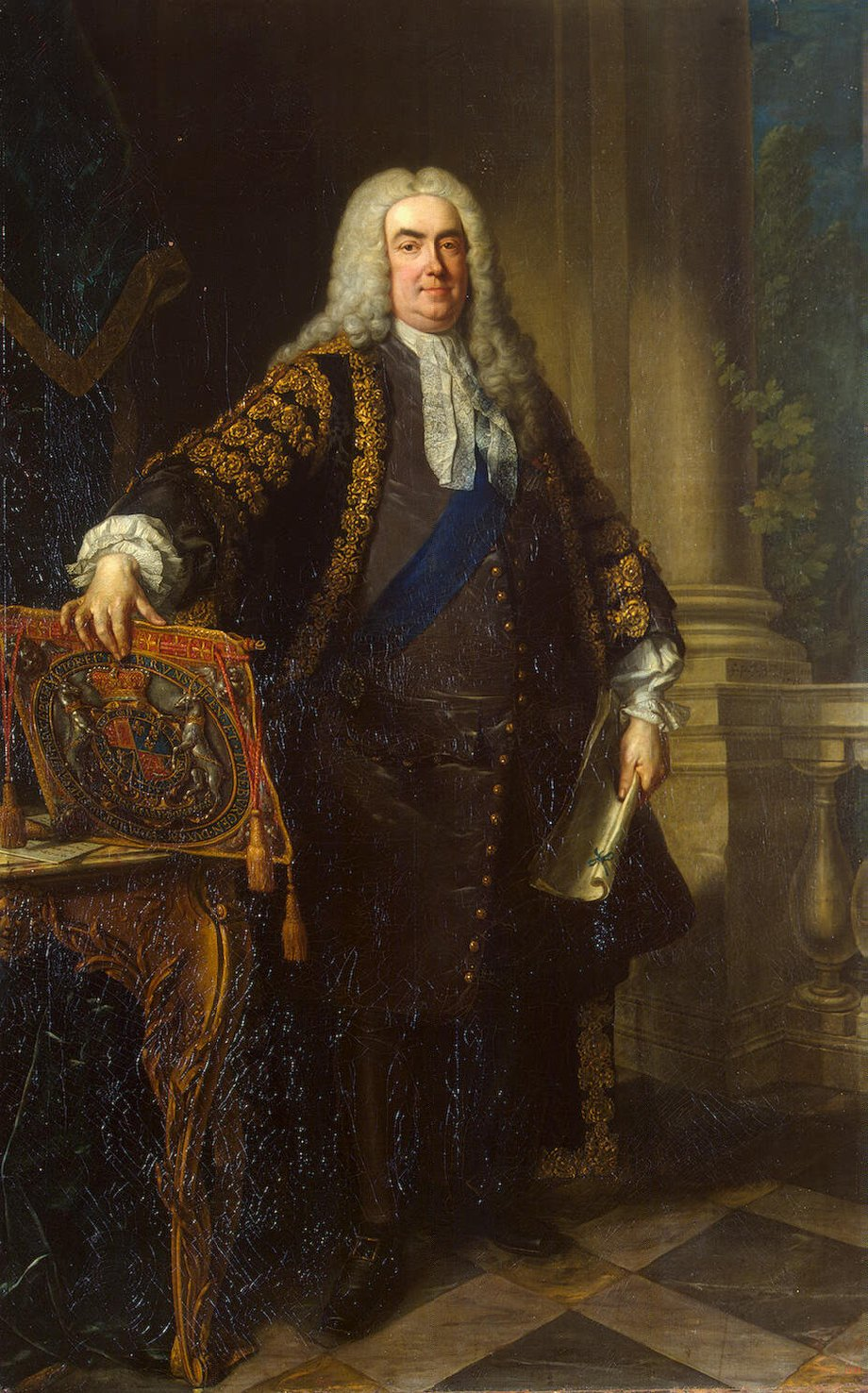
Robert Walpole, 1. Earl of Orford

Baron Walpole, of Walpole in the County of Norfolk, ist ein erblicher britischer Adelstitel in der Peerage of Great Britain.

## Verleihung
Der Titel wurde im Jahre 1723 an Robert Walpole verliehen. Die Erhebung in den Adelsstand erfolgte als Ehrung seines Vaters Sir Robert Walpole, des ersten britischen Premierministers. Die Verleihung erfolgte mit einem besonderen Vermerk, dass erbberechtigt für den Titel nicht nur die männlichen Abkömmlinge des ersten Barons, sondern auch die männlichen Abkömmlinge seines Vaters und seines Großvaters seien.

## Weitere Titel
Der erste Baron erbte beim Tode seines Vaters dessen 1742 geschaffene Titel Earl of Orford, Viscount Walpole und Baron Walpole, of Houghton in the County of Norfolk. Die Titel, die ohne besonderen Vermerk verliehen worden waren und ebenfalls zur Peerage of Great Britain gehörten, erloschen 1797, als der vierte Earl ohne männlichen Abkömmling starb.
1781 erbte der dritte Earl und zweite Baron Walpole von seiner Mutter die 1298 geschaffene, zur Peerage of England gehörende Würde eines Baron Clinton. Dieser Titel, der auch in weiblicher Linie vererbt werden kann, ruhte nach dem Tod des vierten Earls/dritten Barons. Er wurde 1794 einem entfernten Verwandten zugesprochen.
Der vierte Baron, der älteste Sohn des jüngeren Bruders des Premierministers, hatte bereits 1757 den Titel seines Vaters Baron Walpole of Wolterton (geschaffen 1756) geerbt. Dieser Titel, der ebenfalls zur Peerage of Great Britain gehört, wird seither auch vom jeweiligen Baron geführt.
1806 wurde für den vierten Baron erneut die Würde eines Earl of Orford geschaffen. Dieser Titel gehörte zur Peerage of the United Kingdom und erlosch mit dem Tode des fünften Earls im Jahre 1931.

## Liste der Earls of Orford und Barone Walpole

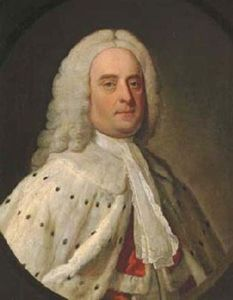
Robert Walpole, 2. Earl of Orford

### Earls of Orford (1742) and Baron Walpole (1723)
- Robert Walpole, 1. Earl of Orford (1676–1745)
- Robert Walpole, 2. Earl of Orford, 1. Baron Walpole (1701–1751)
- George Walpole, 3. Earl of Orford, 2. Baron Walpole (1730–1791)
- Horace Walpole, 4. Earl of Orford, 3. Baron Walpole (1717–1797)

### Barone Walpole (1723/1756; Fortsetzung)
- Horatio Walpole, 4. Baron Walpole, 2. Baron Walpole of Wolterton (1723–1809) (1806 zum Earl of Orford erhoben)

### Earls of Orford (1806)
- Horatio Walpole, 1. Earl of Orford, 4. Baron Walpole, 2. Baron Walpole of Wolterton (1723–1809)
- Horatio Walpole, 2. Earl of Orford, 5. Baron Walpole, 3. Baron Walpole of Wolterton (1752–1822)
- Horatio Walpole, 3. Earl of Orford, 6. Baron Walpole, 4. Baron Walpole of Wolterton (1783–1858)
- Horatio Walpole, 4. Earl of Orford, 7. Baron Walpole, 5. Baron Walpole of Wolterton (1813–1894)
- Robert Walpole, 5. Earl of Orford, 8. Baron Walpole, 6. Baron Walpole of Wolterton (1854–1931)

### Barone Walpole (1723/1756; Fortsetzung)
- Robert Walpole, 9. Baron Walpole, 7. Baron Walpole of Wolterton (1913–1989)
- Robert Walpole, 10. Baron Walpole, 8. Baron Walpole of Wolterton (1938–2021)
- Jonathan Walpole, 11. Baron Walpole, 9. Baron Walpole of Wolterton (* 1967)

Titelerbe (Heir Presumptive) ist der Bruder des jetzigen Barons, Hon. Benedict Walpole (* 1969).

### Barone Walpole of Wolterton (1756)
- Horatio Walpole, 1. Baron Walpole of Wolterton (1678–1757)
- Horatio Walpole, 2. Baron Walpole of Wolterton (1723–1809)

wegen der nachfolgenden Titelträger siehe oben